# Chiasmopes signatus
Chiasmopes signatus is een spinnensoort uit de familie van de kraamwebspinnen (Pisauridae).
De wetenschappelijke naam van de soort werd in 1902 als Spencerella signata gepubliceerd door Reginald Innes Pocock.